# 스테폰 해리스

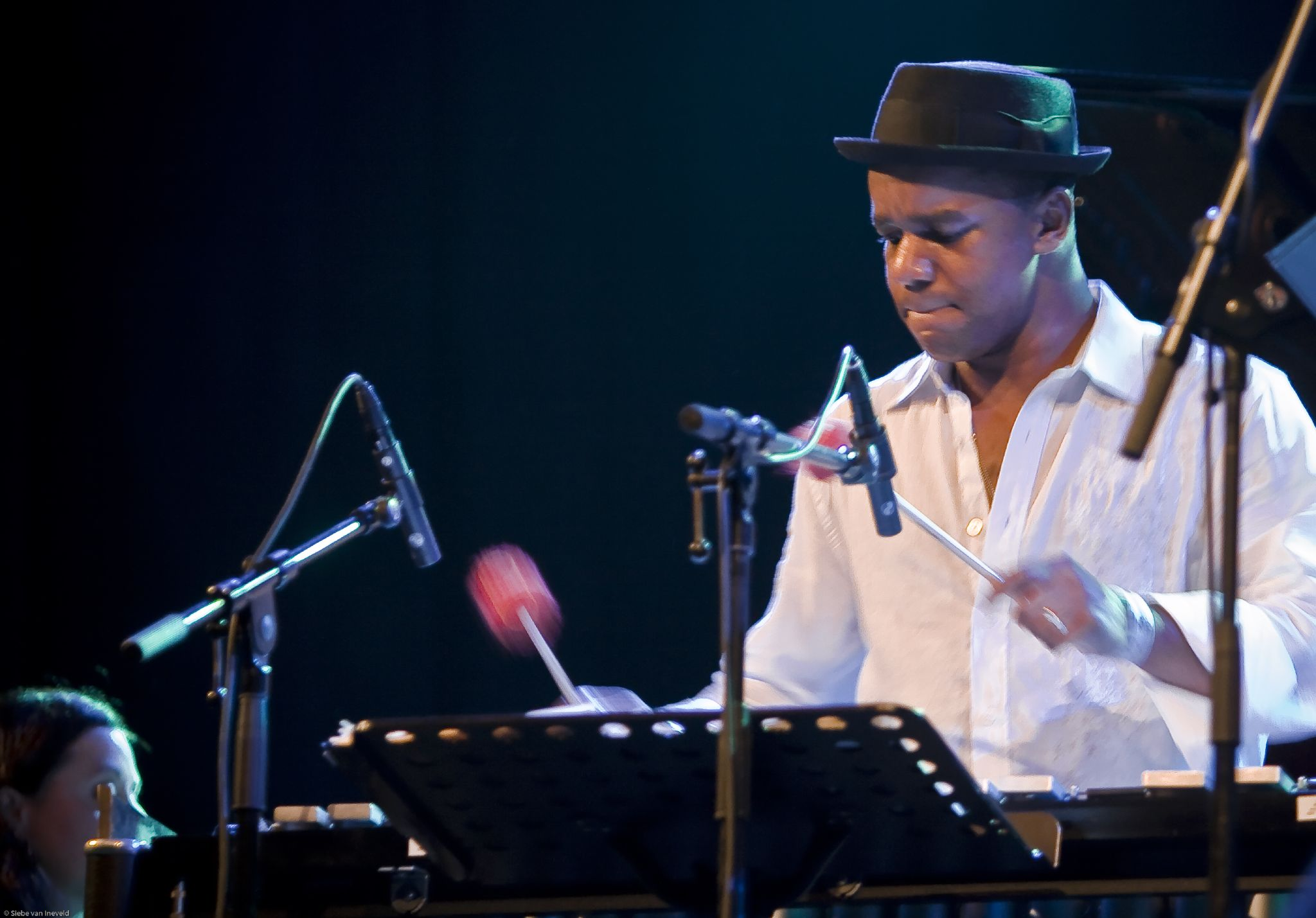

스테폰 해리스(Stefon Harris, 1973년 3월 23일 - )는 미국의 재즈 비브라폰 연주자이다. 1999년 로스 앤젤레스 타임즈는 그를 가리켜 '재즈에서 가장 중요한 젊은 음악가 중 한명'이라고 하였다. 케니 바론 등과 함께 활동했으며, 직접 음반을 내기도 하였다.

## 생애
1991년 고등학교를 졸업하고 맨해튼 음악학교에서 학사와 석사학위를 땄다.

## 음반
- A Cloud of Red Dust (1998) Blue Note
- Black Action Figure (1999) Blue Note
- Kindred (2001) Blue Note
- The Grand Unification Theory (2003) Blue Note
- Evolution (2004) Blue Note
- African Tarantella: Dances With Duke (2006) Blue Note
- Urbanus (2009) Blue Note

### 참여 음반
- 조슈아 레드맨 - Momentum (2006) Nonesuch
- 케니 바론 - Images (2004) Sunny Side